# 알렉세옙스카야역
알렉세옙스카야역(러시아어: Алексеевская)은 모스크바 지하철 칼루시스코 리시스카야 선의 역이다.

## 역사
알렉세옙스카야 역은 1958년 5월 1일에 개장하였다.

## 같이 보기
- (러시아어) metro.ru
- (러시아어) news.metro.ru
- (러시아어) metrowalks.com